# Hoàng Trọng Mậu
Hoàng Trọng Mậu (chữ Hán: 黃仲茂; 1874 - 1916) là một nhà chí sĩ, một nhà cách mạng Việt Nam.

## Tiểu sử
Ông tên thật là Nguyễn Đức Công, tự là Báu Thụ, quê xã Nghi Trung, huyện Nghi Lộc, tỉnh Nghệ An.
Ông được xem là một con người đặc biệt thông minh, thông thạo cổ văn Trung Quốc và nói tiếng phổ thông như người Bắc Kinh. Tham gia Phong trào Đông du.
Năm 1902, ông sang Nhật học trường Đồng Văn Thư viện (Nhật Bản). Năm 1906, bị Nhật trục xuất, ông sang Trung Quốc hoạt động. Tốt nghiệp trường võ bị Bắc Kinh, ông đặc biệt quan tâm đến chiến lược cách mạng . Năm 1912, ông tham gia Việt Nam Quang phục hội, giữ chức Bí thư và Quân vụ Ủy viên (ủy viên phụ trách quân sự). Cùng với Phan Bội Châu thảo "Việt Nam Quang phục quân phương lược" (chiến lược cách mạng trong tuyên ngôn của Hội). Ông cũng là người làm phần ghi chú và viết lời tựa cho cuốn Việt Nam Quốc Sử Khảo của Phan Bội Châu .
Tháng 3 năm 1915, trong thế chiến thứ nhất, ông cùng Đinh Hồng Việt chỉ huy quân đột nhập về Lạng Sơn tiến công chiếm đồn Tà Lùng của Pháp nhưng không thành . Theo hồ sơ sở mật thám Pháp thì ông được vua Duy Tân ký một sắc chỉ đề ngày 5 tháng 5 năm 1915 cử ông làm Tổng tư lệnh của Việt Nam quân chính phủ, chuẩn bị cho cuộc khởi nghĩa của vua Duy Tân năm 1916. Ngày 28 tháng 5 năm 1915, ông bị bắt tại Hương Cảng rồi bị giam tại Hỏa Lò và sau cùng với Nguyễn Thức Đường bị xử bắn tại trường bắn Bạch Mai, Hà Nội.
Ông còn để lại một số thơ văn, trong đó nổi tiếng nhất là đôi câu đối "Tuyệt mệnh", đọc trước khi bị xử bắn:
Ái quốc hà cô, duy hữu tinh thần lưu bất tử,
Xuất sư vị tiệp, thả tương tâm sự thác lai sinh"
dịch như sau:
Yêu nước tội gì, chỉ có tinh thần còn sống mãi"
Ra quân Chưa thắng, xin đem tâm sự gửi đời sau .
Người sau có văn tế thương tiếc ông, có câu:
Đá núi Tản muôn trùng chất ngất, hồn vĩ nhân muôn kiếp chưa tan;
Nước sông Hồng nghìn khoảng mênh mông, máu liệt sĩ nghìn thu khó gột.
(Văn tế chiến sĩ cách mạng Hoàng Trọng Mậu - trích từ sách Thi Văn Quốc Cấm, Thái Bạch sưu tập, tr. 290)

## Gia đình
Cha của ông là Nguyễn Đức Tân, đậu cử nhân, làm quan tới chức Hành tẩu, từng tích cực hưởng ứng lời kêu gọi Cần Vương, có công lớn với dân làng nên khi còn sống đã được dân làng lập đền thờ .
Con trai là Nguyễn Đức Bính, sau khi Hoàng Trọng Mậu chết, gia sản bị tịch thu nên phải nghỉ học ở nhà làm ruộng và tự học. Sau trở thành Dịch giả, nhà Hán học .